# Amaxia
Amaxia este un gen de insecte lepidoptere din familia Arctiidae.

## Specii[1]
- Amaxia apyga
- Amaxia beata
- Amaxia bella
- Amaxia carinosa
- Amaxia chaon
- Amaxia collaris
- Amaxia consistens
- Amaxia corata
- Amaxia disconsistens
- Amaxia duchatae
- Amaxia dyuna
- Amaxia egaënsis
- Amaxia elongata
- Amaxia erythrophleps
- Amaxia fallaciosa
- Amaxia fallax
- Amaxia flavicollis
- Amaxia flavipuncta
- Amaxia gnosia
- Amaxia hebe
- Amaxia inopinata
- Amaxia kennedyi
- Amaxia klagesi
- Amaxia laurentia
- Amaxia lepida
- Amaxia manora
- Amaxia maroniensis
- Amaxia ockendeni
- Amaxia ornata
- Amaxia osmophora
- Amaxia pandama
- Amaxia pardalis
- Amaxia parva
- Amaxia perapyga
- Amaxia peruana
- Amaxia pseudamaxia
- Amaxia pseudodyuna
- Amaxia pulchra
- Amaxia punctata
- Amaxia pyga
- Amaxia reticulata
- Amaxia semivitrea
- Amaxia theon
- Amaxia tierna
- Amaxia verdatra
- Amaxia violacea